# تبادل غير مركزي
التبادل غير المركزي (DeFi) (بالإنجليزية: Decentralized finance) هو مصطلح شامل للخدمات المالية على سلسلة الكتل العامة، يقدم أدوات مالية دون الاعتماد على وسطاء مثل (الوسيط أو البورصات أو البنوك)، حيث تسمح منصات التبادل غير المركزي للأشخاص بإقراض أو اقتراض الأموال من الآخرين، والمضاربة على تحركات أسعار الأصول باستخدام المشتقات (الذهب والفضة) أو العملات المعماة، والتأمين ضد المخاطر، وكسب الفوائد في حسابات التوفير. يستخدم التبادل غير المركزي بنية متعددة الطبقات وكتل بناء قابلة للتركيب بدرجة عالية. بعض التطبيقات تروج لأسعار فائدة عالية ولكنها معرضة لمخاطر عالية.

## التاريخ

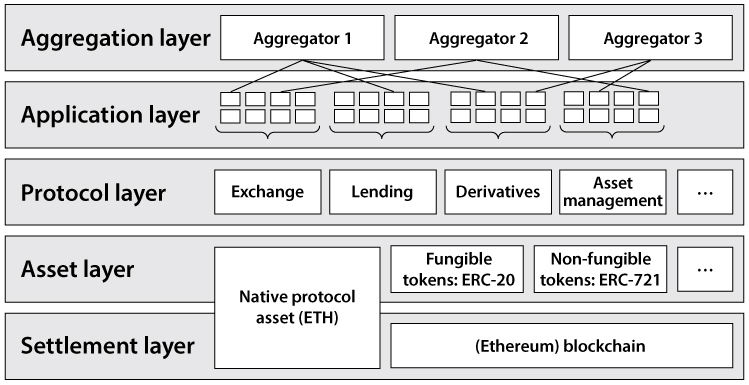
بنية متعددة الطبقات لـ DeFi Stack

ظهرت التبادلات اللامركزية (DEXs) كنظم بديلة للدفع مع بروتوكولات جديدة للمعاملات المالية في إطار التمويل اللامركزي، والذي يعد جزءًا من تقنية سلسلة الكتل و تكنولوجيا مالية. على عكس بورصات العملة المشفرة المركزية (CEXs) مثل كوينباس أو هوبي أو بينانس، التي تستخدم سجلات الطلبات لمطابقة المشترين والبائعين في السوق المفتوحة والاحتفاظ بأصول التشفير في محفظة قائمة على البورصة، فإن التبادلات اللامركزية غير مؤتمنة وتستفيد من وظائف العقود الذكية ذاتية التنفيذ للتداول من ند لند، بينما يحتفظ المستخدمون بالسيطرة على مفاتيحهم الخاصة وأموالهم.
بدأت في الآونة الأخيرة مجمعات التبادلات اللامركزية في لعب دور متميز في قطاع التبادل اللامركزي، وتوفر أيضا أدوات لمقارنة الخدمات وتقييمها، والتي تسمح للمستخدمين بأداء مهام معقدة من خلال الاتصال بالعديد من البروتوكولات في وقت واحد. تم بناء مجمعات CEX و DEXs و DEX جميعها على بنية أو مكونات التبادل غير المركزي متعددة الطبقات، حيث تخدم كل طبقة غرضًا محددًا جيدًا.

## المميزات
ان من مميزات التبادل غير المركزي أو منصات التبادل غير المركزي هي:
- لا تتطلب فتح حساب أو طلب فتح حساب فقط إنشاء محفظة عملة معماة.
- لا تحتاج إلى تقديم اسمك أو عنوان بريدك الإلكتروني أو أي معلومات شخصية.
- يمكنك نقل أصولك إلى أي مكان وفي أي وقت، دون طلب إذن، أو الانتظار، أو دفع رسوم باهظة الثمن.
- غالبا ما يتم تحديث أسعار الفائدة والمكافآت بسرعة (بسرعة كل 15 ثانية).

## أنظر أيضا
- النظام المالي العالمي
- سلسلة الكتل
- محفظة العملات المشفرة